# 加治資朗
加治 資朗（かじ しろう、1960年（昭和35年） -  ）は、日本の実業家。三井住友海上あいおい生命保険代表取締役。

## 来歴
福岡県出身。1983年西南学院大学経済学部を卒業し、大正海上火災保険（現三井住友海上火災保険）に入社。

## 略歴
- 1983年 大正海上火災保険入社
- 2014年 三井住友海上火災保険執行役員関東甲信越本部長
- 2016年 三井住友海上あいおい生命取締役専務執行役員
- 2021年 4月 三井住友海上あいおい生命代表取締役就任[1]